# Зинсхайм
Зинсхайм (нем. Sinsheim) — город в Германии, районный центр, расположен в земле Баден-Вюртемберг.

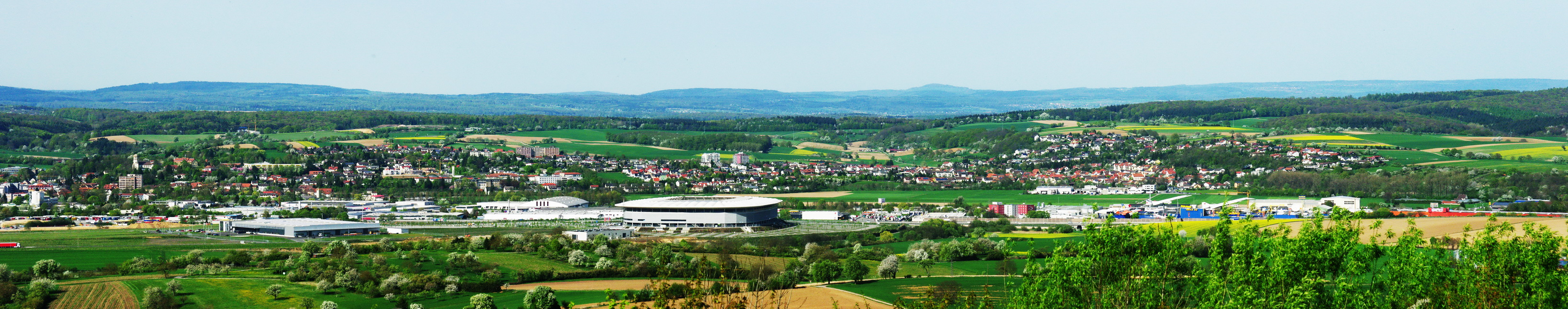
Зинсхайм

Подчинён административному округу Карлсруэ. Входит в состав района Рейн-Неккар. Население составляет 35 392 человека (на 31 декабря 2010 года). Занимает площадь 127,01 км². Официальный код — 08 2 26 085.
Город подразделяется на 12 городских районов. Город известен своим музеем техники.
В спорте представлен футбольным клубом «Хоффенхайм», который играет в Бундеслиге.
16 июня 1674 года во время Голландской войны неподалёку от города произошла битва при Зинсхайме, между войсками Священной Римской империи и Франции.